# اقاقیای سیاه

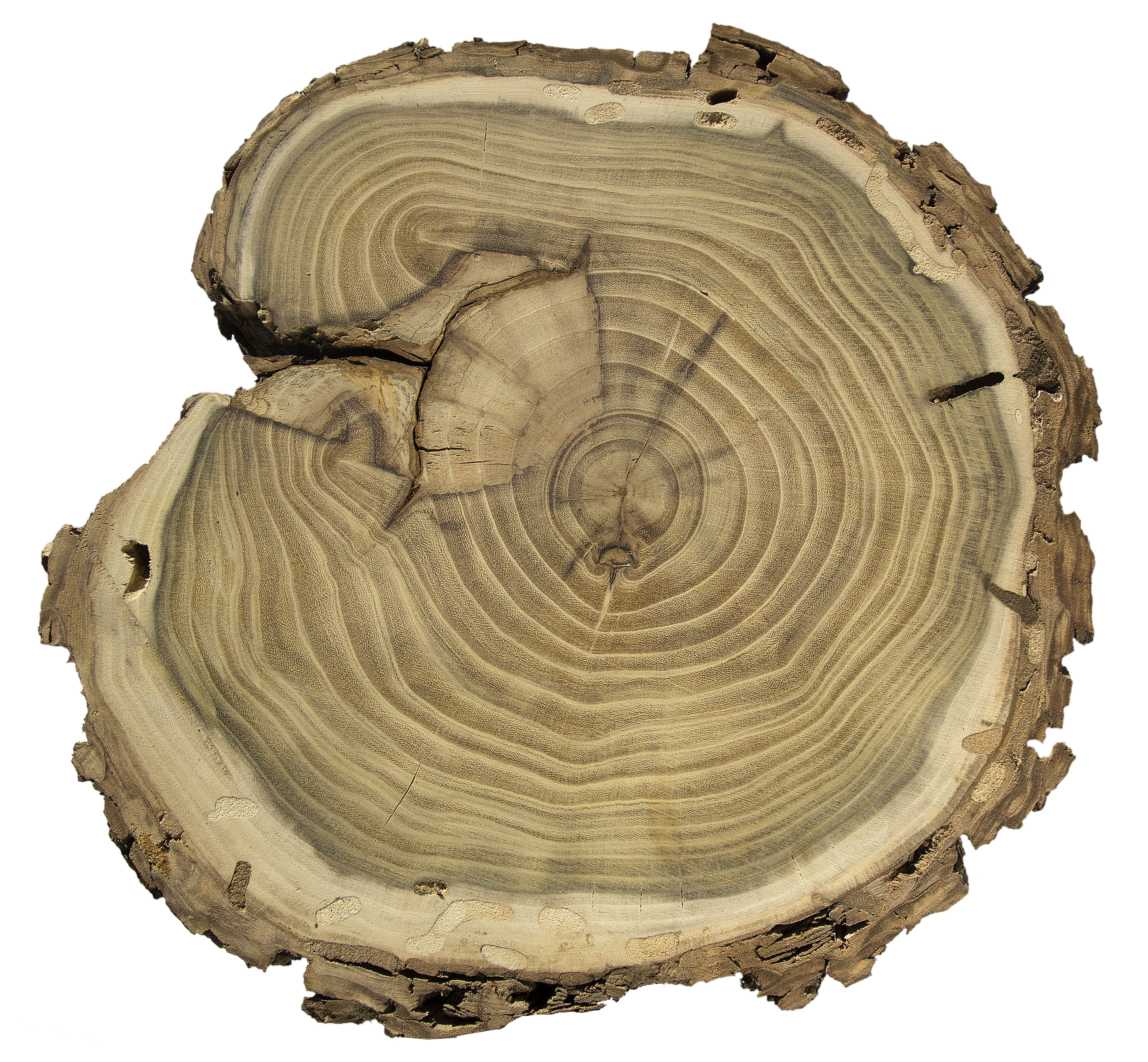
Robinia pseudoacacia

اقاقیای سیاه (نام علمی: Robinia pseudoacacia) نام یک گونه از تیره باقلائیان است.